# Klebanówka
Klebanówka (ukr. Клебанівка) – wieś na Ukrainie w rejonie tarnopolskim obwodu tarnopolskiego.
Do 2020 w rejonie podwołoczyskim.

## Historia
W czasie okupacji niemieckiej ukraińska mieszkanka wsi Zofija Kowalczuk udzielała schronienia Żydowi Aharonowi Segalowi, za co w 1992 roku Instytut Jad Waszem uhonorował ją tytułem Sprawiedliwej wśród Narodów Świata.

## Dwór
- Dwór wybudowany na początku XIX w.[4]. W XIX i na początku XX wieku dobra Klebanówka należały do rodziny Fedorowiczów herbu Oginiec, najpierw do Adriana (1818-1856) później jego syna Tadeusza (1849-1919)[5][6][7][8].

## Urodzeni w Klebanówce
- Zofia Wielowieyska –  polska żeglarka, taterniczka, działaczka Klubu Inteligencji Katolickiej[9].